# Zoyaella
Zoyaella es un género de foraminífero bentónico de la subfamilia Zoyaellinae, de la familia Fischerinidae, de la superfamilia Cornuspiroidea, del suborden Miliolina y del orden Miliolida. Su especie tipo es Ceratina trochamminoides. Su rango cronoestratigráfico abarca el Holoceno.

## Discusión
Clasificaciones más recientes incluyen Zoyaella en la superfamilia Nubecularioidea.

## Clasificación
Zoyaella incluye a las siguientes especies:
- Zoyaella dissimilis
- Zoyaella trochamminoides

Otras especies consideradas en Zoyaella son:
- Zoyaella distincta, de posición genérica incierta
- Zoyaella lalibertadana, de posición genérica incierta